# Gare de Szépvölgyi út
La gare de Szépvölgyi út est une gare ferroviaire située dans le 3e arrondissement de Budapest en Hongrie. Elle est desservie par la ligne H5 du HÉV de Budapest.

## Histoire
Avant la prolongation souterraine de la ligne jusqu'à Batthyány tér dans les années 1970, la gare avant le Pont Marguerite était Császárfürdő qui côtoyait la Piscine Béla Komjádi-Császár (Császár-Komjádi Béla Sportuszoda). Un grave accident s'y était produit le 26 décembre 1952 tuant 26 personnes et blessant 57 autres. Cet accident a été provoqué par la collision d'un train reliant Budapest à Esztergom à une rame de HÉV mal aiguillée. La gare a été supprimée en 1971, ou plutôt déplacée à quelques centaines de mètres plus loin, desservant ainsi la rue Szépvölgyi.

## Service des voyageurs

### Intermodalité
Compte tenu de l'importance moyenne de la gare et du quartier, seul une ligne de bus est en connexion avec le HÉV : réseau de bus BKV ligne 29.

## À proximité
Près de la gare, on trouve la place Kolosy et  l'église Visitation de la Vierge Marie d'Újlak datant du XVIIe siècle, se situant à l'angle des avenues Szépvölgyi et Bécsi.